# The Canyons
Pour plus de détails, voir Fiche technique et Distribution.
The Canyons est un thriller érotique américain réalisé par Paul Schrader et sorti en 2013.
Il est présenté hors compétition lors de la Mostra de Venise 2013.

## Synopsis
À Los Angeles, Christian, jeune producteur ambitieux est amoureux de Tara. Cette dernière est une actrice de seconde zone, que Christian entretient et héberge chez lui. Obsédé par l’idée qu’elle le trompe, il décide de la faire suivre et découvre qu’elle entretient effectivement une liaison. Sa jalousie est d’autant plus grande puisque l’amant de Tara est Ryan, son ex petit ami et acteur qu’elle a imposé sur sa future production pour le rôle principal masculin. Trahi, Christian décide de se venger en piégeant les deux amants dans des jeux pervers et violents, sacrifiant au passage ce qui lui reste d’humanité.

## Fiche technique
- Titre original : The Canyons
- Réalisation : Paul Schrader
- Scénario : Bret Easton Ellis
- Direction artistique : Stephanie J. Gordon
- Costumes : Keely Crum
- Photographie : John DeFazio
- Son : Glenn T. Morgan
- Montage : Tim Silano
- Musique : Brendan Canning
- Production : Braxton Pope
- Société de production : Canyons et Sodium Fox
- Société de distribution :  IFC Films
- Pays d’origine :  États-Unis
- Langue : Anglais
- Format : Couleurs - 35mm - 1.85:1 - Son Dolby numérique
- Genre : Thriller érotique
- Durée : 99 minutes
- Date de sortie :
- États-Unis : 29 juillet 2013
- Interdit aux moins de 12 ans

## Distribution
- Lindsay Lohan : Tara
- James Deen : Christian
- Nolan Gerard Funk : Ryan
- Amanda Brooks : Gina
- Tenille Houston : Cynthia
- Jim Boeven : Jon
- Victor of Aquitaine : Randall
- Gus Van Sant : le Dr Campbell
- Jarod Einsohn : l’homme au sweat à capuche
- Danny Wylde : Reed
- Philip Pavel : Erik
- Lily LaBeau : femme de la scène d’amour à 4
- Thomas Trussell : homme de la scène d’amour à 4
- Alex Ashbaug : David
- Chris Schellenger : Jaden
- Lauren Schacher : Caitlin
- Diana Gitelman : la réceptionniste
- Andres De La Fuente : le photographe

## Production

### Genèse et développement
Le réalisateur Paul Schrader connaissait Bret Easton Ellis, rencontré à New York. Lorsque le romancier, qui appréciait American Gigolo, s’est installé à Los Angeles, ils ont commencé à travailler sur un projet qui ne s'est jamais concrétisé - une histoire de requin, qui n’intéressait pas vraiment Paul Schrader. Ce dernier raconte : « Déçu de ne pas travailler avec Bret, je lui ai dit : faisons un film quand même. Tu écris, je réalise. Faisons du cinéma pour l'ère post-salle. On se débrouillera. On caste qui on veut. On ne demande rien à personne. »
Dès le début, le projet a été conçu pour une distribution en vidéo à la demande. Compte tenu de la présence au générique de Lindsay Lohan, condamnée à plusieurs reprises par la justice pour des affaires de stupéfiants, et de James Deen, acteur spécialisé dans le porno, il était hors de question de rechercher un financement classique. Paul Schrader s’est donc tourné vers le crowdfunding via la plateforme Kickstarter. 159 015 $ ont ainsi été levés pour financer le film.

### Attribution des rôles
Pour le personnage de Tara, c’est la Française Leslie Coutterand qui est le choix numéro un de Bret Easton Ellis et Paul Schrader. « Leslie a fait une super audition, très belle, elle jouait le rôle comme je l’imaginais », raconte Ellis qui ajoute : « Leslie est presque castée, et Lindsay arrive en disant : “Je veux le rôle”. Je savais qu’elle était toujours défoncée. Malheureusement, son audition était super » explique le scénariste pour expliquer que le choix se soit porté sur Lindsay Lohan.
En ce qui concerne James Deen, star du X, tout est parti de Bret Easton Ellis qui a tweeté un jour qu'un des personnages du scénario était inspiré par James Deen. Ce dernier lui a répondu. Ils ont déjeuné ensemble, il s’est ensuivi une audition. Paul Schrader était initialement réticent, considérant que les chances qu'une pornstar soit un acteur décent étaient infimes. Mais l’audition s'est bien passée et il a été retenu[réf. nécessaire]. 

### Tournage
Le journaliste Stephen Rodrick a relaté deux des trois semaines du tournage dans un article du New York Times titré Here Is What Happens When You Cast Lindsay Lohan in Your Movie (« Voilà ce qui arrive quand on engage Lindsay Lohan dans un film »). L’actrice ne se présente pas les deux premiers jours et est renvoyée par Paul Schrader qui la réengage aussitôt. Elle passe une nuit entière à boire avec Lady Gaga et est malade le lendemain. Pourtant liée par son contrat, elle ne veut pas se déshabiller pour tourner une scène cruciale … avant que le réalisateur ne se déshabille pour la mettre en confiance et réalise la scène lui-même entièrement nu.
Paul Schrader décrit une actrice vivant dans un chaos permanent et aimant alimenter ce chaos. Après la fin du tournage, il a déclaré se sentir « un homme libre. Pendant 18 mois, j'ai été l'otage de mon propre choix d'une actrice très talentueuse mais imprévisible », a-t-il dit.
Néanmoins, il considère que son tournage le plus difficile n’est pas The Canyons mais Blue Collar avec Richard Pryor : « J'ai eu d'autres tournages difficiles. Le plus difficile a peut-être été le premier, Blue Collar (1978) avec Richard Pryor. A côté de lui, Lindsay Lohan est une sainte. »

## Accueil

### Critiques
Les critiques sont plutôt favorables en France. Pour Télérama, « le récit est d'une élégance folle, d'une épure savante – rappelant les meilleurs Schrader, American Gigolo ou Light Sleeper. Et il est porté par deux acteurs d'exception. » Selon les Inrocks, « The Canyons épouse la forme d’un soap transgressif à l’atmosphère enivrante, un drame de chambre passé au filtre de l’œuvre d’Ellis, dont il constitue une sorte d’abrégé superficiel mais séduisant. » Première est également conquis : « Dès les premiers plans, on comprend que Paul Schrader n’est pas là pour rigoler mais bien pour renouer avec la veine la plus morbide et la plus vénéneuse de sa filmo. »
A contrario, Le Figaro est très négatif estimant que « Paul Schrader touche le fond » en signant un « imbroglio érotico-policier sans saveur ».

## Distinctions
The Canyons est successivement rejeté de la sélection de Sundance et de South by Southwest. Habitué des festivals européens, Paul Schrader reçoit une invitation pour présenter le film à la Mostra de Venise 2013.

### Nominations et récompenses
- Mostra de Venise 2013 : sélection hors compétition
- Melbourne Underground Film Festival 2013
  - Meilleur film étranger
  - Meilleure actrice de film international : Lindsay Lohan
  - Meilleur réalisateur étranger : Paul Schrader
  - Meilleur scénario : Bret Easton Ellis
- Razzie Awards 2014
  - Pire actrice : Lindsay Lohan
- Women Film Critics Circle Awards 2013
  - Hall of Shame : « les femmes sont dépeintes comme sans pouvoir et manipulatrices. De plus, l’interprétation est affreuse »[12].